# Сент-Мэри (тауншип, Миннесота)
Сент-Мэри (англ. St. Mary) — тауншип в округе Уосика, Миннесота, США. На 2000 год его население составило 504 человека.

## География
По данным Бюро переписи населения США площадь тауншипа составляет 93,0 км², из которых 92,9 км² занимает суша, а 0,1 км² — вода (0,08 %).

## Демография
По данным переписи населения 2000 года здесь находились 504 человека, 162 домохозяйства и 134 семьи.  Плотность населения —  5,4 чел./км².  На территории тауншипа расположено 163 постройки со средней плотностью 1,8 построек на один квадратный километр. Расовый состав населения: 98,21 % белых, 0,79 % афроамериканцев, 0,20 % коренных американцев, 0,20 % азиатов, 0,20 % — других рас США и 0,40 % приходится на две или более других рас. Испанцы или латиноамериканцы любой расы составляли 0,60 % от популяции тауншипа.
Из 162 домохозяйств в 45,1 % воспитывались дети до 18 лет, в 79,6 % проживали супружеские пары, в 2,5 % проживали незамужние женщины и в 16,7 % домохозяйств проживали несемейные люди. 13,6 % домохозяйств состояли из одного человека, при том 3,7 % из — одиноких пожилых людей старше 65 лет. Средний размер домохозяйства — 3,11, а семьи — 3,45 человека.
33,5 % населения — младше 18 лет, 6,7 % — в возрасте от 18 до 24 лет, 28,4 % — от 25 до 44, 19,8 % — от 45 до 64, и 11,5 % — старше 65 лет. Средний возраст — 35 лет. На каждые 100 женщин приходилось 102,4 мужчин.  На каждые 100 женщин старше 18 приходилось 119,0 мужчин.
Средний годовой доход домохозяйства составлял 41 944 доллара, а средний годовой доход семьи —  44 625 долларов. Средний доход мужчин —  31 042  доллара, в то время как у женщин — 20 577. Доход на душу населения составил 14 820 долларов. За чертой бедности находились 1,9 % семей и 3,2 % всего населения тауншипа, из которых 4,9 % младше 18 лет.